# Open Skies-verdrag

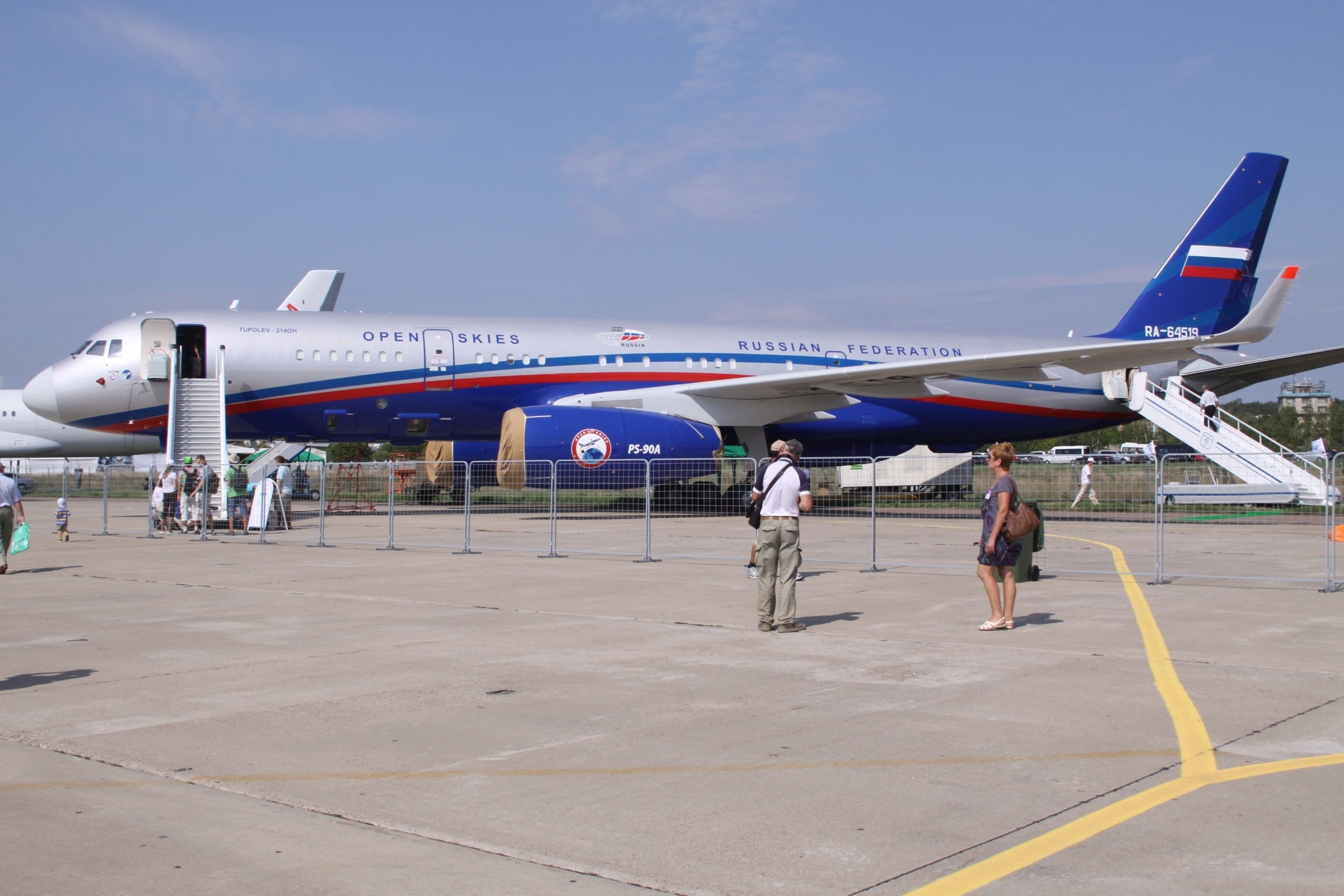
Tupolev Tu.214 verkenningsvliegtuig.

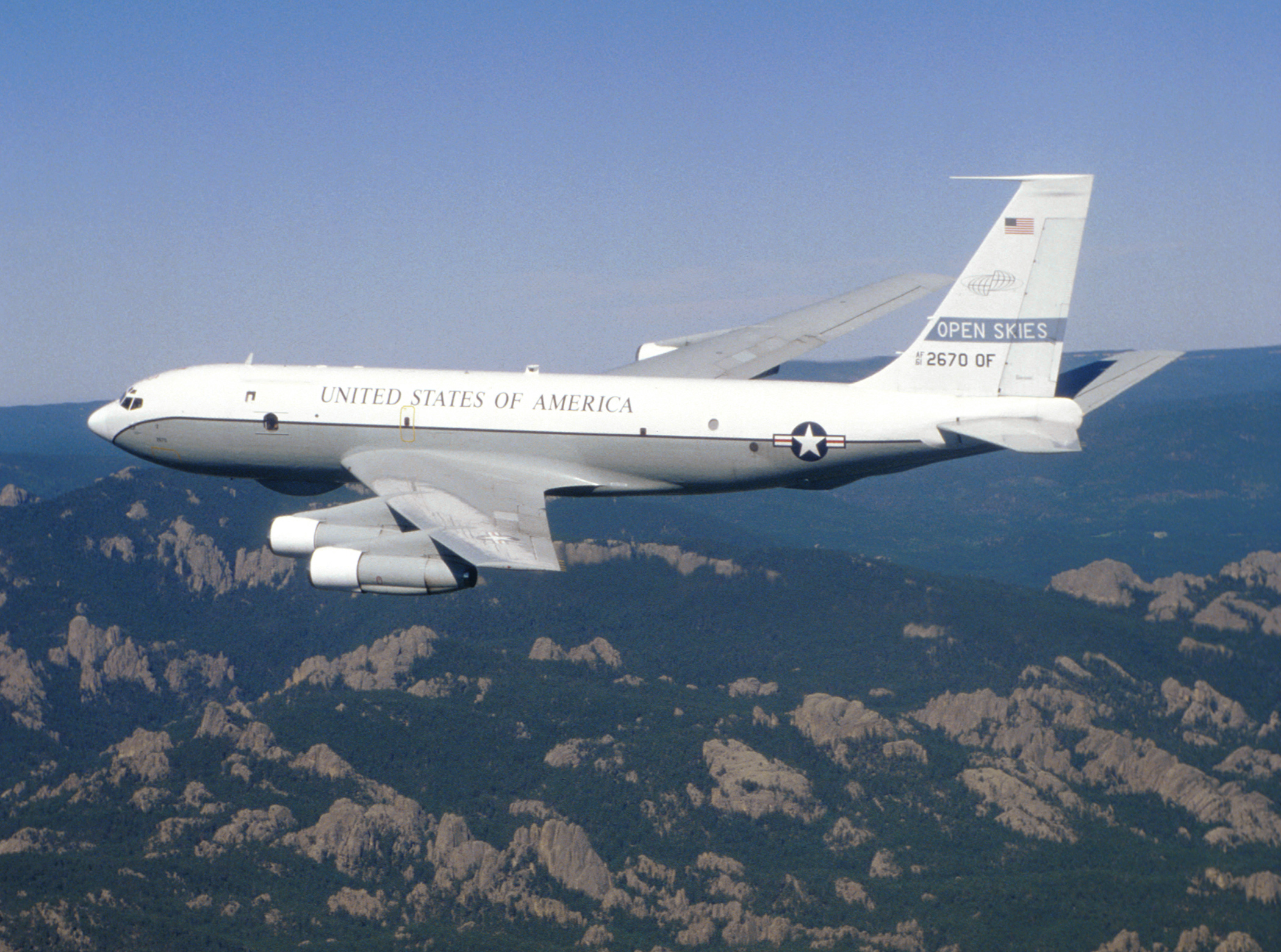
Boeing OC-135B Open Skies toestel

Het Open Skies-verdrag (Engels Treaty on Open Skies, Frans Traité sur le régime "Ciel Ouvert") is op 1 januari 2002 in werking getreden en telde 34 deelnemers in 2021. Het verdrag bepaalt een “Open Skies-stelsel” (Engels: “Open Skies regime”), waarin mits bepaalde voorwaarden ongewapende luchtverkenning toegestaan wordt over het gehele grondgebied van de verdragstaten. Het is bedoeld om het wederzijds vertrouwen te vergroten door alle deelnemers, ongeacht hun omvang, rechtstreeks de mogelijkheid te bieden om informatie te verzamelen over militaire krachten en activiteiten die hen aanbelangen. Open Skies is een van de meest verregaande internationale inspanningen tot nu toe om de openheid en transparantie van militaire inrichtingen en activiteiten te bevorderen. Het verdrag houdt geen verband met de overeenkomsten inzake burgerluchtvaart.
De Verenigde Staten hebben zich officieel teruggetrokken op 22 november 2020. Rusland volgde in juli 2021 en trok zich officieel in op 18 december 2021.

## Totstandkoming
Het concept van "wederzijdse luchtverkenning" werd reeds in 1955 door de Amerikaanse president Dwight D. Eisenhower voorgesteld aan Sovjetpremier Nikolaj Boelganin, die het prompt verwierp. Een nieuw voorstel van president George H.W. Bush in 1989 vond wel gehoor en het verdrag op 24 maart 1992 ondertekend in Helsinki, door de toenmalige NAVO-leden en het Warschaupact.

### Ondertekenaars
Het oorspronkelijk verdrag werd ondertekend door Belarus, België, Bosnië en Herzegovina, Bulgarije, Canada, Kroatië, Tsjechië, Denemarken (inclusief Groenland), Estland, Finland, Frankrijk, Georgië, Duitsland, Griekenland, Hongarije, IJsland, Italië, Kazachstan, Letland, Litouwen, Luxemburg, Nederland, Noorwegen, Polen, Portugal, Roemenië, de Russische Federatie, Slowakije, Slovenië, Spanje, Zweden, Turkije, Oekraïne, het Verenigd Koninkrijk en de Verenigde Staten. 
Kirgizië ondertekende het verdrag, maar heeft als enige het niet geratificeerd.

## Organisatie

### Definities
- territorium: het volledige territorium van de lidstaat; België, Nederland en Luxemburg worden voor de uitvoering van dit verdrag samengenomen als Benelux
- vliegtuigen: het geobserveerde land mag het vliegtuig leveren; zo gebruikt Rusland Toepolev Tu-204 toestellen, de VS de Boeing OC-135B Open Skies
- sensors: technische specificaties van de camera’s; de resolutie mag hoogstens tot 30 cm nauwkeurig zijn
- quota: elk land moet verkenningsvluchten accepteren tot beloop van zijn passief quotum; dat bedraagt voor Rusland en de Verenigde Staten 42 vluchten per jaar
- data: alle foto- en filmmateriaal is tegen kostprijs vrij toegankelijk voor alle lidstaten
- vluchten: moeten minstens 72 uur op voorhand aangevraagd worden.

### Adviescommissie
De Adviescommissie Open Skies (Engels Open Skies Consultative Commission) is het uitvoerende orgaan voor het Verdrag. Ze bestaat uit vertegenwoordigers van elke deelnemende staat, en komt maandelijks bijeen op het hoofdkantoor van de OVSE in Wenen.

## Geschiedenis
Eind 2011 waren in totaal 836 verkenningsvluchten uitgevoerd. Volgens de OVSE heeft het verdrag bijgedragen tot meer samenwerking tussen voormalige tegenstanders. Ook bevriende staten leggen vaak gezamenlijke vluchten in, of gebruiken elkaars apparatuur. Toch beseft de organisatie dat vragen gesteld worden naar de toekomstige relevantie van het stelsel, in het licht van toenemende satellietobservatie.
De vliegtuigen spelen nog wel een rol. Ze kunnen hun route gemakkelijker aanpassen dan een satelliet en wolken kunnen het zicht vanuit de 
ruimte beperken. De toestellen hebben camera's aan boord die foto's vanaf 3000 voet, circa 1 kilometer, kunnen nemen en het wolkendek ligt meestal hoger.
In mei 2020 kondigde president Trump aan dat de Verenigde Staten het verdrag zouden verlaten, vanwege vermeende Russische obstructie bij verkenningsvluchten boven onder meer Kaliningrad. Het besluit kwam niet als een verrassing, in maart 2020 had het ministerie van Defensie al aangekondigd geen nieuwe toestellen te willen bestellen zolang er onzekerheid bestaat over de verlenging van de afspraken. Er is een opzegtermijn van zes maanden, de Amerikaanse minister van Buitenlandse Zaken Mike Pompeo sluit niet uit dat de opzegging wordt ingetrokken als Rusland zich weer gaat houden aan de afspraken. In juni 2021 tekende de Russische president Vladimir Poetin een wet die het vertrek uit Open Skies-verdrag formaliseert.